# Oh Min-keun
Oh Min-keun est un boxeur sud-coréen né le 15 août 1962 à Séoul.

## Carrière
Champion de Corée et d'Asie OPBF dans la catégorie poids plumes en 1983, il devient le premier champion du monde poids plumes IBF le 4 mars 1984 en battant par KO au 2e round Joko Arter. Oh conserve son titre face à Kelvin Lampkin puis Irving Mitchell mais perd contre son compatriote Chung Ki-young le 29 novembre 1985. Il met un terme à sa carrière l'année suivante sur un bilan de 16 victoires et 4 défaites.